# 星乃葉月
星乃 葉月（ほしの はづき、1995年8月22日 - ）は、日本の女性声優。東京都出身。81プロデュース所属。

## 略歴
声優になろうと思ったきっかけは『涼宮ハルヒの激奏』を観たことから。
2017年4月1日付けで81プロデュース所属となる。

## 人物
趣味・特技には映画鑑賞、歌唱、ダンス、ショッピング、バレーボールをそれぞれ挙げている。

## 出演
太字はメインキャラクター。

### テレビアニメ
2017年
- 天使の3P!（ピアノの先生、水野）
- アイカツスターズ!（女子アナ）

2018年
- アイカツフレンズ!（客）
- レイトン ミステリー探偵社 〜カトリーのナゾトキファイル〜（マダム・ピットフォール〈幼少期〉）
- 聖闘士星矢 セインティア翔（生徒）

2019年
- カードファイト!! ヴァンガード（ダークポンド・トランペッター、髑髏の魔女 ネヴァン）
- キラッとプリ☆チャン（2019年 - 2020年、まりあの姉、観客）

2020年
- 22/7（カメラアシスタント）
- 神之塔 -Tower of God-（黄色）
- BNA ビー・エヌ・エー（ようた、ベアーズライト）
- かぐや様は告らせたい?〜天才たちの恋愛頭脳戦〜（女生徒たち）
- Lapis Re:LiGHTs（エミリア）

2021年
- アイカツプラネット!（ファン）
- イジらないで、長瀞さん（女）
- BLUE REFLECTION RAY/澪（女子高生）
- ワッチャプリマジ!（2021年 - 2022年、生徒、芋洗扇）

2022年
- 弱虫ペダル LIMIT BREAK（生徒）

2023年
- アリス・ギア・アイギス Expansion（司会のお姉さん、ピッピ）

2024年
- らんま1/2 (2024)（スタイリスト部女子）

### ゲーム
2017年
- 東京ドラゴンシティ
- 夜明けのベルカント（ルル）
- オルターレコードアジャストメント（スパルタカス）
- リトルウィッチアカデミア 時の魔法と七不思議（エルフリーデ）

2018年
- ウイニングハンド

2019年
- 天華百剣 -斬-（浦島虎徹）

2020年
- ファイナルファンタジーVII リメイク

2021年
- モンスターストライク（紺辺屋もめん、ことぶき）
- ラピスリライツ 〜この世界のアイドルは魔法が使える〜（エミリア）

2023年
- キュービックスターズ（紺辺屋もめん）

### デジタルコミック
- いじめ シリーズ（2019年 - 2020年、女子生徒、女子A、宮内風香） - 3シリーズ
- そらいろメモリアル（2020年、有森紅葉）
- ラピスリライツ 私たちのPrelude（前奏曲）（2020年、エミリア）

### オーディオブック
- RIGHT×LIGHT（2020年、友月未由 ほか）
- 夏の終わりとリセット彼女（2021年、木田弥生 ほか[17]）
- 物理的に孤立している俺の高校生活 ２（2021年[18]、汐ノ宮嵐蘭[19]）

### テレビ番組
※はインターネット配信。
- IV KLOREの恐怖の館（2020年、YouTube※）

## ディスコグラフィ

### キャラクターソング
| 発売日         | 商品名                           | 歌                                                                   | 楽曲                         | 備考                                                                |
| -------------- | -------------------------------- | -------------------------------------------------------------------- | ---------------------------- | ------------------------------------------------------------------- |
| 2020年2月5日   | START the MAGIC HOUR             | IV KLORE                                                             | 「禁忌の寓話」 「Butterfly」 | ゲーム『ラピスリライツ 〜この世界のアイドルは魔法が使える〜』関連曲 |
| 2020年4月29日  | 百華繚乱 弐                      | 浦島虎徹（星乃葉月）、後藤藤四郎（角元明日香）、鳥飼来国次（影山灯） | 「ちょこれいとSONG」         | ゲーム『天華百剣 -斬-』関連曲                                       |
| 2020年7月8日   | 私たちのSTARTRAIL/プラネタリウム | ラピスリライツ・スターズ                                             | 「私たちのSTARTRAIL」        | テレビアニメ『Lapis Re:LiGHTs』オープニングテーマ                   |
| 2020年12月23日 | SKY FULL of MAGIC                | IV KLORE                                                             | 「Midnight Sapphire」        | テレビアニメ『Lapis Re:LiGHTs』エンディングテーマ                   |
| 2020年12月23日 | SKY FULL of MAGIC                | IV KLORE                                                             | 「極闇グロッソラリア」       | ゲーム『ラピスリライツ 〜この世界のアイドルは魔法が使える〜』関連曲 |
| 2020年12月23日 | SKY FULL of MAGIC                | ラピスリライツ・スターズ                                             | 「私の名は、光。」           | ゲーム『ラピスリライツ 〜この世界のアイドルは魔法が使える〜』関連曲 |
| 2022年10月26日 | Everlasting Magic                | IV KLORE                                                             | 「紫紅月のメメントモリ」     | ゲーム『ラピスリライツ 〜この世界のアイドルは魔法が使える〜』関連曲 |

### ユニットメンバー
1. 1 2 3  エミリア（星乃葉月）、あるふぁ（嶺内ともみ）、サルサ（篠原侑）、ガーネット（中山瑶子）
2. 1 2  ティアラ（安齋由香里）、ロゼッタ（久保田梨沙）、ラヴィ（向井莉生）、アシュレイ（佐伯伊織）、リネット（山本瑞稀）、アンジェリカ（雨宮夕夏）、ルキフェル（松田利冴）、ナデシコ（本泉莉奈）、ツバキ（鈴木亜理沙）、カエデ（大野柚布子）、ラトゥーラ（早瀬雪未）、シャンペ（広瀬世華）、メアリーベリー（赤尾ひかる）、エミリア（星乃葉月）、あるふぁ（嶺内ともみ）、サルサ（篠原侑）、ガーネット（中山瑶子）、ユエ（桜木夕）、ミルフィーユ（奥紗瑛子）、フィオナ（伊藤はるか）